# Onorificenze angolane
Elenco delle onorificenze e degli ordini di merito e cavallereschi distribuiti dall'Angola.

## Ordini cavallereschi
| Nastro | Onorificenza                          |
| ------ | ------------------------------------- |
|        | Ordine dell'Eroe Nazionale            |
|        | Ordine di Agostiho Neto               |
|        | Ordine dell'Indipendenza              |
|        | Ordine dei combattenti per la libertà |
|        | Ordine al merito militare             |
|        | Ordine al merito della polizia        |
|        | Ordine della pace e della concordia   |
|        | Ordine al merito civile               |

## Medaglie militari e di benemerenza
| Nastro | Onorificenza                                        |
| ------ | --------------------------------------------------- |
|        | Medaglia dell'11 novembre                           |
|        | Medaglia della stella della libertà                 |
|        | Medaglia per servizi prestati a favore della patria |
|        | Medaglia del 1º agosto                              |
|        | Medaglia della fraternità dei combattenti           |
|        | Medaglia d'onore del partito comunista portoghese   |

## Medaglie commemorative
| Nastro | Onorificenza                                            |
| ------ | ------------------------------------------------------- |
|        | Medaglia del presidente Camarada                        |
|        | Medaglia della FAPLA                                    |
|        | Medaglia per servizi prestati a favore della patria     |
|        | Medaglia del 1º congresso del PMLA                      |
|        | Medaglia del 50º anniversario della fondazione del PMLA |